# 붉은 숲

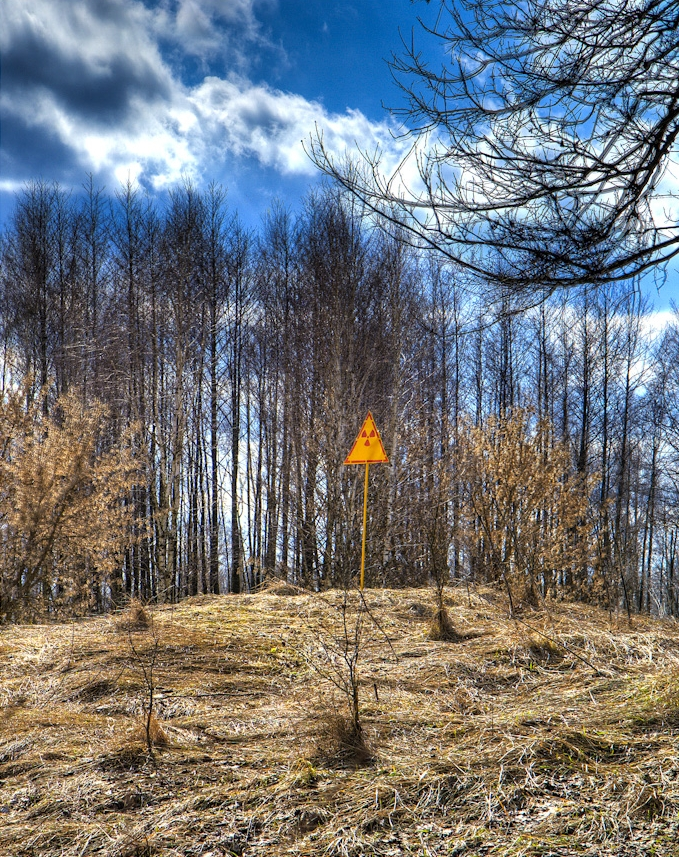
겨울의 붉은 숲.

세슘-137에 오염된 지역을 표시한 지도.

붉은 숲(영어: Red Forest, 우크라이나어: Рудий ліс, 러시아어: Рыжий лес)은 이전에는 웜우드 숲(영어: Worm Wood Forest)으로 불렸던 곳으로, 체르노빌 원자력 발전소를 둘러싸고 있는 10km2 면적의 나무들을 일컫는 말이다. '붉은 숲'이라는 이름은 1986년 4월 25일 체르노빌 원자력 발전소 사고로 누출된 높은 수준의 방사능을 소나무들이 흡수해 죽어서 연한 적갈색을 띄게 된 데서 유래한 이름이다. 사고 뒤 정화 작업 당시에 붉은 숲을 밀어 내었고 폐기물 처리장에 묻었으나, 그럼에도 세계에서 가장 오염된 구역 중 하나로 현재까지 남아 있다.

## 재난과 정화
붉은 숲은 체르노빌 제외 구역에 위치해 있고, 체르노빌 원자력 발전소 사고 당시 가장 많은 방사선 피해를 받은 지역이다. 체르노빌 원자력 발전소 사고는 히로시마·나가사키 원자폭탄 투하의 방사선 방출양의 20배를 뿜어내 토양, 수질과 대기를 모두 오염시켰다.
사건 이후, 대부분의 소나무가 불도저로 밀려 숲 속에 묻히고, 모래로 덮어졌다. 많은 사람들이 나무가 썩어 방사능 물질이 지하수로 흘러가는 것을 두려워했고, 붉은 숲 근처에서 모두 대피했다.

## 야생 동식물
1986년에 사람들이 대피했지만, 동물들은 오히려 이 지역으로 왔다. 방사능은 이 지역의 동식물에게 잘 자라지 못하게 하는 등, 큰 영향을 끼쳤음에도, 사람들의 대피 이후 붉은 숲의 종 다양성은 더 늘어났다. 특히, 1986년에 붉은 숲의 멧돼지는 1988년 8배 늘어난 것으로 확인되었다.
숲은 세계에서 가장 오염된 지역 중 하나로 꼽혔지만, 황새, 회색늑대, 비버, 사슴과 독수리 등의 멸종위기종이 다량으로 발견되어 비옥한 서식지임이 밝혀졌다. 원자로 주변은 사람의 이동이 뜸해져 숲이 우거지고 종이 많아지는 특이한 천연보호구역이 형성되었다. 1996년에 BBC 다큐멘터리 《Inside Chernobyl's Sarcophagus》에서는 폭발한 4호기의 원자로에 새가 드나드는 모습이 관측되었다. 방사능이 붉은 숲의 동식물에 끼치는 영향은 정확히 알려져 있지 않은데, 이는 식물과 동물의 반응이 크게 다르고 방사성 내성을 가진 동식물이 있기 때문이다. 그럼에도 새의 깃털이 빠져 번식을 방해하는 등 방사능이 생물에게 미치는 영향은 컸다.
현재 붉은 숲의 방사능 양은 최대 1 뢴트겐일 수 있지만 10 밀리뢴트겐이 더 흔하다. 다만, 오염의 90%가 토양에 집중되어 여전히 토양은 방사능 수치가 높을 수 있다.
과학자들은 방사능에 오염된 원자로 근처의 지역을 더러운 폭탄이나 화학적/생물학적 무기를 실험할 수 있는 실험실로 이용할 계획이다. 또한, 이 지역은 방사능의 피해를 이해하고 연구할 수 있는 최고의 공간으로 여겨지고 있다.
붉은 숲의 동식물들은 방사능이 있음에도, 인간의 영향력이 줄어들어 번성한 것으로 여겨져, 이 지역은 비의도적 공원으로써 방사능 보호구역으로 지정되었다. 반감기가 약 30년인 스트론튬-90과 세슘-137의 영향은 서서히 줄고 있지만, 그럼에도 위험은 크다. 특히, 세슘-137은 붉은 숲의 토양에서 매우 많이 함유되어 있어, 일부 과학자들은 세슘-137이 후세대에 미칠 영향력을 걱정했다.

## 화재
2015년 4월, 붉은 숲의 400헥타르가 넘는 대형 산불이 체르노빌 원자력 발전소 반경 20km 이내에서 발생했고, 많은 사람들은 불이 관목과 산림을 태워 방사능을 대기 중으로 방출할 수 있다는 우려를 낳았으나, 다행히 산불은 진화되었다. 2020년 4월의 산불로 산림이 황폐화되었고, 알 수 없는 피해를 입혔다.

## 같이 보기
- 체르노빌 원자력 발전소 사고